# Тихий (Закарпатская область)
Ти́хий (укр. Тихий) — село в Ставненской сельской общине Ужгородского района Закарпатской области Украины.
Население по переписи 2001 года составляло 505 человек. Почтовый индекс — 89032. Телефонный код — 03135. Занимает площадь 59,463 км². Код КОАТУУ — 2120886401.
В 2015 году около села Тихий было открыто Лютнянское газовое месторождение с общим потенциалом в 2,4 млрд м³.